# Патраикос
Патраико́с, Па́трский зали́в, ранее Па́трасский залив (греч. Πατραϊκός Κόλπος) — глубокий залив Ионического моря.

## География
Залив расположен между северо-западным побережьем греческого полуострова Пелопоннес и южным берегом периферийной единицы Этолия и Акарнания материковой Греции. На востоке соединён узким проливом Рион и Андирион с Коринфским заливом недалеко от моста Рион — Андирион. Длина залива 40—50 километров, ширина — от 10 до 20 километров, площадь акватории — около 350 км². На юго-восточном берегу залива расположен крупный город и порт Патры, на северном берегу залива — город и порт Месолонгион. Залив круглый год свободен ото льда. Перепад уровней не превышает 40-60 см.

## Экономика
В заливе развито судоходство.

## История
В 1571 году в заливе произошла одна из крупнейших морских битв в истории — Битва при Лепанто. В 1772 году во время Первой Архипелагской экспедиции русского флота в заливе произошло сражение между русской и турецкой эскадрами, завершившееся победой русских моряков.